# جوناثان رايت (لاعب دوري الرغبي)
جوناثان رايت (بالإنجليزية: Jonathan Wright)‏ هو لاعب دوري الرغبي نيوزيلندي، ولد في 8 مارس 1987 في Gilgandra, New South Wales ‏ في أستراليا.